# مغنولات
المغنولات (الاسم العلمي: Magnoliaceae) هي فصيلة من النباتات تتبع رتبة المغنوليات من طائفة الثنائيات الفلقة.

## التصنيف
- أسرة المغنولاوات
  - قبيلة المغنولاوية
    - جنس المغنولية